# 기혁 (시인)
기혁(1979년 ~ )은 대한민국의 시인이다. 1979년 경상남도 진주에서 태어났다.

## 약력
한국예술종합학교 서사창작과를 졸업했으며, 2010년 《시인세계》 신인상 수상으로 등단했다. 2013년, 세계일보 신춘문예 평론부문을 통해 문학평론가로도 등단했다. 시집 《모스크바예술극장의 기립박수》로 제33회 김수영문학상을 수상했다. 현재 동국대학교 대학원 국어국문학과 박사과정에 재학 중이다.

## 저서

### 시집
- 《모스크바예술극장의 기립박수》(민음사, 2014) ISBN 978-89-374-0826-7
- 《소피아 로렌의 시간》(문학과지성사, 2018) ISBN 978-89-320-3488-1
- 《다음 창문에 가장 알맞은 말을 고르시오》(리메로북스, 2022) ISBN 979-11-978781-1-4